# Cercosaura phelpsorum
Cercosaura phelpsorum là một loài thằn lằn trong họ Gymnophthalmidae. Loài này được Lancini mô tả khoa học đầu tiên năm 1968.